# Вилья-Клара (провинция)
Ви́лья-Кла́ра (исп. Villa Clara) — одна из провинций Кубы, расположенная в центральном регионе острова. Она граничит с Атлантическим океаном на севере, с провинцией Матансас на западе, Санкти-Спиритус на востоке и Сьенфуэгос на юге.

## История
Провинции Сьенфуэгос, Санкти-Спиритус и Вилья-Клара были некогда частями не существующей сейчас провинции Лас-Вильяс, однако и сегодня провинцию Вилья-Клара порой называют кратким Лас-Вильяс. Санта-Клара, некогда главный город всей провинции Лас-Вильяс, теперь является административным центром лишь области Вилья-Клара.

## Муниципалитеты
1. Кайбариен (Caibarién);
2. Камахуани (Camajuaní);
3. Сифуэнтес (Cifuentes);
4. Корралильо (Corralillo);
5. Энкрусихада (Encrucijada);
6. Маникарагуа (Manicaragua);
7. Пласетас (Placetas);
8. Кемадо-де-Гуинес (Quemado de Güines);
9. Ранчуэло (Ranchuelo);
10. Сан-Хуан-де-лос-Ремедиос (San Juan de los Remedios);
11. Сагуа-ла-Гранде (Sagua la Grande);
12. Санта-Клара (Santa Clara);
13. Санто-Доминго (Santo Domingo);